# Eurobeat
L'Eurobeat è un genere musicale derivato dalla Italo disco anni '80 (nota anche come Eurodisco). Negli USA, veniva distribuita sul mercato sotto il nome di Hi-NRG e per un breve periodo ha condiviso la scena con i primi accenni della musica freestyle. L'Eurobeat è collegabile alla cultura giapponese del ballo Para Para.

## Il primo utilizzo del termine "Eurobeat"
Il termine "Eurobeat" è stato usato per la prima volta nel Regno Unito, quando i produttori Stock, Aitken & Waterman crearono un genere di musica commerciale etichettato, al tempo, "Eurobeat". Questi successi della metà degli anni '80 (Dead or Alive, Bananarama, Jason Donovan, Sonia, Kylie Minogue, ecc), erano fortemente basati sul modo col quale i britannici recepivano la Italo disco, quando la sentivano durante le loro vacanze in destinazioni famose di quegli anni (specialmente in Grecia, dove l'Italo disco era molto popolare).
Lo stesso termine è stato utilizzato per descrivere i primi successi dei Pet Shop Boys e altri gruppi basati sull'electropop britannico del tempo. Questi pezzi eurobeat raggiunsero le cime delle classifiche britanniche, e finirono così per essere mandate in onda su stazioni radio americane, cosa che aiutò l'evoluzione del freestyle newyorkese. Al tempo, MTV Europa trasmise un programma chiamato Braun European Top 20, che fu mandato in onda su MTV USA durante le estati dal 1987 al 1989 e che aiutò la diffusione dell'Eurobeat britannica. 
Con l'estate del 1989 il termine "Eurobeat" venne rimpiazzato da molti altri termini e la musica cambiò in "Eurodance", conosciuta anche come "Eurohouse".

## L'utilizzo del termine "Eurobeat" in Giappone
Nel frattempo, nel 1986, il termine "Eurobeat" si trasferì sul mercato musicale giapponese per descrivere tutti i generi dance europei (cioè, con sonorità non del Regno Unito) importati. Tali importazioni erano brani Italo disco, prodotti per la maggior parte in Italia e Germania. Questo suono diventò la colonna sonora della cultura dei nightclub ParaPara, che esistevano sin dai primi anni 1980.
Il Giappone conobbe il suono Italo-disco soprattutto grazie ai successi del gruppo tedesco Arabesque, che si divise nel 1984 pubblicando prima due singoli: uno nel 1985, l'altro nel 1986; prodotti e mixati da Michael Cretu (degli Enigma), che suonava simil Italo-disco. Il successivo brano solista di Sandra (la cantante degli Arabesque) contribuì ancora di più alla diffusione di questo genere in Giappone. Questa attirò l'attenzione di molti produttori di Italo-disco (maggiormente italiani e tedeschi) e nei primi anni 1990, un nuovo tipo di suono venne creato appositamente per il Giappone, anche se virtualmente sconosciuto al resto del mondo. Questo genere si chiamava "Super eurobeat", e si evolse più tardi in "Eurobeat Flash" e in altri sottogeneri. A causa di tutti i vari sottostili di Eurobeat giapponese, molti fan usano molto genericamente il termine "Eurobeat" per descrivere il fenomeno nel suo insieme.
Anche se la sua origine è europea, il mercato principale dell'Eurobeat è sempre stato il Giappone, dove i suoi emozionanti ritmi veloci e sonorità sintetiche, sono piuttosto famosi.
Tuttavia, nonostante molti europei e americani abbiano ascoltato brani Eurodance, Eurodisco e Eurohouse, questo genere Eurobeat è pressoché sconosciuto in Europa e solo recentemente sta diventando in qualche modo popolare in occidente. Ha riscosso un po' di popolarità tra i fan della Italo-Disco e della Eurohouse dalla mentalità aperta.

### Diffusione fuori dal Giappone
La serie animata Initial D, basato sul manga di Shuichi Shigeno, fa uso di musica Eurobeat regolarmente nei suoi episodi, durante le gare automobilistiche tra i personaggi, e anche grazie a questo è arrivata all'orecchio di qualche fan degli anime al di fuori del Giappone.
Nel 1998 la Konami, una compagnia di videogiochi, realizzò il famoso gioco musicale Dance Dance Revolution. Questa, maggiormente acquisì canzoni Eurobeat dalla casa discografica Dancemania della Toshiba-emi e tuttora la DDR continua a includere brani Eurobeat al suo interno, favorendo così la diffusione del genere.
Negli ultimi tempi anche altre canzoni, che siano pop, disco ecc... stanno subendo dei remix Eurobeat. Alcune compilation di remix più famose sono ad esempio quelle legate al videogame giapponese Touhou Project, da cui vengono prelevate le canzoni che vengono poi riespresse in chiave Eurobeat.
Nel 2023, tramite media giapponesi, viene confermato il ritorno della musica Eurobeat nell'adattamento anime di MF Ghost, sequel di Initial D, mantenendo così viva la "tradizione" presente nel prequel di utilizzare tale genere musicale durante le corse automobilistiche.

## Struttura della musica
La musica Eurobeat (nel mercato giapponese) è strettamente collegata alle sue origini Italo disco, ed è solo uno dei tanti esperimenti di dance puramente elettronica. Ci sono alcuni strumenti synth che ricorrono all'interno del genere: una sequenza di basse ottave, distinguibili suoni di arpa e ottoni, e brevi percettibili percussioni di sottofondo. Questi suoni sono disposti con voci e strumenti naturali (chitarra e pianoforte sono molto comuni) per creare una melodia complessa e in continuo cambiamento, che, raggiunto l'apice, esplode con energia.

### Spiegazione del genere Eurobeat dal punto di vista giapponese
L'Eurobeat può creare un numero diverso di generi, continuando però a mantenere intatta la sua originalità. Negli ultimi anni settanta e i primi anni novanta esistevano molti generi emergenti dalla musica elettronica: la Hi NRG Disco, la eurodisco anni 70, la space disco, la disco canadese e la italo disco (conosciuta anche come eurodisco anni 80); ma, erano solo una parte di quelli esistenti al tempo. Quando la musica disco divenne impopolare nel Nord America (a causa dell'evento: Disco Sucks – "la Disco fa schifo", che si tenne nel 1979), in Europa ne rimase invece un barlume per molti più anni. Negli Stati Uniti, nei primi anni ottanta, la disco si collegò ad artisti P-Funk come George Clinton; artisti Disco Funk come Earth, Wind & Fire; e, lo scenario dell'Hi-NRG disco dei gay.
Quello che segue in quest'articolo, è una descrizione dell'Eurobeat (nota anche come Super eurobeat), così come si è formata durante gli ultimi anni 80 e 90, in Giappone.
Mentre la musica moderna viene spesso riconosciuta dai suoi testi, l'Eurobeat è riconosciuto dai suoi "ritornelli sintetizzati", conosciuti come Sabi (diminutivo di Sabishigaru, da non confondere con Wabi-sabi), che significa "ricordare qualcuno o qualcosa" in giapponese. Questo si riferisce ovviamente al fatto riconosciuto che, è più facile ricordarsi del ritornello di una canzone Eurobeat, piuttosto che della strofa. L'intero genere può creare diversi sottogeneri grazie alla sua combinazione fra ritmo e armonia. Qualche volta può addirittura suonare come la vecchia musica disco che conosciamo; altre volte invece, può essere molto veloce e allegra come la Happy hardcore, o la Speed Music.
Cosa molto particolare nell'Eurobeat, è che a ogni artista sono solitamente attribuiti uno o più alias. Ossia, gli artisti, solitamente, adottano diversi nomi d'arte a seconda e in accordo con l'"umore" di ogni canzone; oppure, a seconda di chi ha scritto il testo. Per esempio: Ennio Zanini ha espresso, sul sito della SCP Music, che lui usa il nome Fastway con canzoni più veloci ed energetiche, e con voci femminili ad alta tonalità di sottofondo, mentre per le canzoni più "serie" usa il nome Dusty.
Nell'Eurobeat, non è raro l'utilizzo di nomi di altre canzoni famose (per es. Like a Virgin, Goodbye Yellow Brick Road, e Station to station) come titolo dei brani, senza però che il titolo abbia attinenza alcuna con la canzone famosa da cui il brano prende il nome (ovvero, non sono delle cover).

### La formula (giapponese) dell'Eurobeat
Come molti altri generi musicali, la (moderna) Eurobeat ha una formula specifica:
intro → riff (musical synth) → a melo(verse) → a melo2(bridge) → a sabi(chorus) → riff (musical synth) → outro
L'intro, è l'introduzione alla canzone; il riff, è la parte musicale senza voce. Il "a melo" (o a-melody), è la prima strofa; mentre, il "a melo2" (a-melody 2) è il ponte della canzone; e, il "a sabi", è il ritornello. L' "outro", è la fine.
Ci potrebbero essere anche un "c melo", (ovvero un secondo "a melo") dopo il primo "sabi", e anche un'altra variante: "a/b melo" dopo il secondo "sabi".
L'Eurobeat è noto per il suo "ritmo complesso", che cerca di buttare l'ascoltatore in un'altra direzione; ma, il flusso, è solitamente un "biglietto di sola andata". Dopo il synth, la canzone spesso ripete la strofa, il ponte e il ritornello (con testi differenti, la maggior parte delle volte) e poi si arriva al momento in cui ci può essere una varietà di nuove parti nella canzone, inclusi: assolo di chitarra, l'aggiunta o rimozione delle percussioni o la parte strumentale della traccia. Un'altra cosa da notare è che: l'intro è in qualche modo, come una versione strumentale della strofa, del ponte e del ritornello; mentre il synth, è molto simile alla versione sintetizzata del ritornello.

## Le compilation Eurobeat
Esistono molte serie di compilation Eurobeat; la più famosa (che ha perdurato più a lungo), è sicuramente la: Super eurobeat, e le varie compilation: Super Eurobeat presenta…, prodotte dalla Avex Trax.
Comunque; fra le altre compilation degne di nota, si segnalano:
- Aerobeat Eurobeat
- EuroPanic!
- EuroKudos
- Eurobeat Disney
- Eurobeat Flash
- Gazen ParaPara!!
- LovePara²
- Maharaja Night
- ParaPara Paradise
- Super Euro Best
- Super Euro Christmas
- That's Eurobeat
- The Early Days of SEB

## Principali artisti
- Max Coveri
- Dave Rodgers
- Ace
- KEN BLAST
- MEGA NRG MAN
- Go2
- Marko Polo
- T. Stebbins
- Leslie Parrish
- Manuel Karamori

## Etichette Eurobeat
- Rodgers Studio
- A-Beat C Productions.
- Akyrmusic
- Delta
- Dima Music
- Farm Records
- GoGo's Music
- Hi NRG Attack
- LED Records (Include Vibration, Eurobeat Masters)
- The S.A.I.F.A.M. Group (Include Boom Boom Beat, Asia Records, etc.)
- SCP Music
- Sinclaire Style
- Time Records
- GReurosound

### In italiano
- Eurobeat Italia - La più grande community italiana sulla Eurobeat.
- Parabeat.it - Il primo sito italiano dedicato allo Eurobeat e alla ParaPara.

### In altre lingue
- Avex Japan Eurobeat Archiviato il 27 novembre 2004 in Internet Archive. - Sito ufficiale della Super Eurobeat.
- Eurobeat Prime - Informazioni estese e database molto grande sullo Eurobeat.
- (JA)  NRG Express - Informazioni sullo Eurobeat dal Giappone.
- Eurobeat.org - Forum Eurobeat e informazioni.
- Eurobeat Evolution Archiviato il 18 luglio 2007 in Internet Archive. - Sito sullo Eurobeat.
- ParaParaStage.com Archiviato il 14 marzo 2010 in Internet Archive. Forum ParaPara/Eurobeat.
- Eurobeat.se - Qualche esempio di Eurobeat e Eurodance.
- (ES)  Eurobeat.cl - Sito di Eurobeat e Eurodance cileno.